# Clube Atlético Catarinense (Ilhota)
O Clube Atlético Catarinense, ou apenas Catarinense, é um clube de futebol brasileiro da cidade de Ilhota, Santa Catarina.

## História
Nasceu da ideia vinda de empresários do interior de São Paulo que ao visitarem a pequena cidade de Ilhota-SC no bairro Pedra de Amolar vislumbraram a criação de uma equipe profissional de futebol.
A área já contava com excelente infraestrutura e espaço físico para o bom desenvolvimento das atividades, motivos que despertaram o interesse dos mesmos para assim investirem ali, naquela região.
Antes de se tornar um clube profissional, o time que já existia no local era a Associação Pedra de Amolar, então com o surgimento do "Catarinense" a agremiação de futebol amador foi desativada. 
Os empresários paulistas, então em parceria com a gestão dos responsáveis pela Associação Pedra de Amolar, criaram o Clube Atlético Catarinense, cujo objetivo, seria montar um time competitivo para vir a disputar as grandes competições de Santa Catarina.
O Catarinense viria a disputar o Campeonato da Segunda Divisão de Santa Catarina em 2000, obtendo um modesto resultado ao fim da competição, após 7 anos, disputou a competição da 3ª divisão estadual em 2007 sem alcançar seu objetivo que era subir, e em dificuldades financeiras, o Clube Atlético Catarinense foi desativado.